# Siemens ES64F
Die Siemens ES64F sind elektrische Lokomotiven aus der ES64-EuroSprinter-Typenfamilie des Herstellers Siemens für den schweren Güterverkehr, die auch für Personenzüge genutzt werden können. Eingesetzt werden die Maschinen allerdings fast nur vor Güterzügen – sowohl von der Deutschen Bahn AG (DB), bei der sie als Baureihe 152 geführt wird, als auch von der Privatbahn ITL, bei der zwei dieser Lokomotiven laufen.

## Geschichte
Für die zur Ausmusterung vorgesehenen Lokomotiven der Reihe 150 benötigte die DB ab der Jahrtausendwende entsprechenden Ersatz. Nach der im Jahr 1993 erfolgten Ausschreibung der DB erhielt Krauss-Maffei als Generalunternehmer den Zuschlag für den Bau der Lokomotiven. Siemens Verkehrstechnik lieferte die elektrische Ausrüstung.
Im September 1995 begann schließlich die Fertigung. Die erste Lokomotive der Baureihe, 152 001, wurde am 10. Dezember 1996 vom Hersteller Krauss-Maffei in München-Allach an die DB, Deutsche Bahn. übergeben und anschließend einem umfangreichen Erprobungsprogramm unterzogen. Im zweiten Halbjahr 1997 wurden laut Siemens drei weitere Lokomotiven geliefert, welche weitere Tests absolvierten. Am 31. Juli 1997 erfolgte die Bauartzulassung durch das Eisenbahn-Bundesamt, sodass ab März 1998 die Serienlieferung beginnen konnte. Die Maschinen wurden in den Herstellerwerken in München und Uerdingen gebaut. Zum Fahrplanwechsel im Mai 1998 gingen die ersten zwölf Lokomotiven in den Planbetrieb.

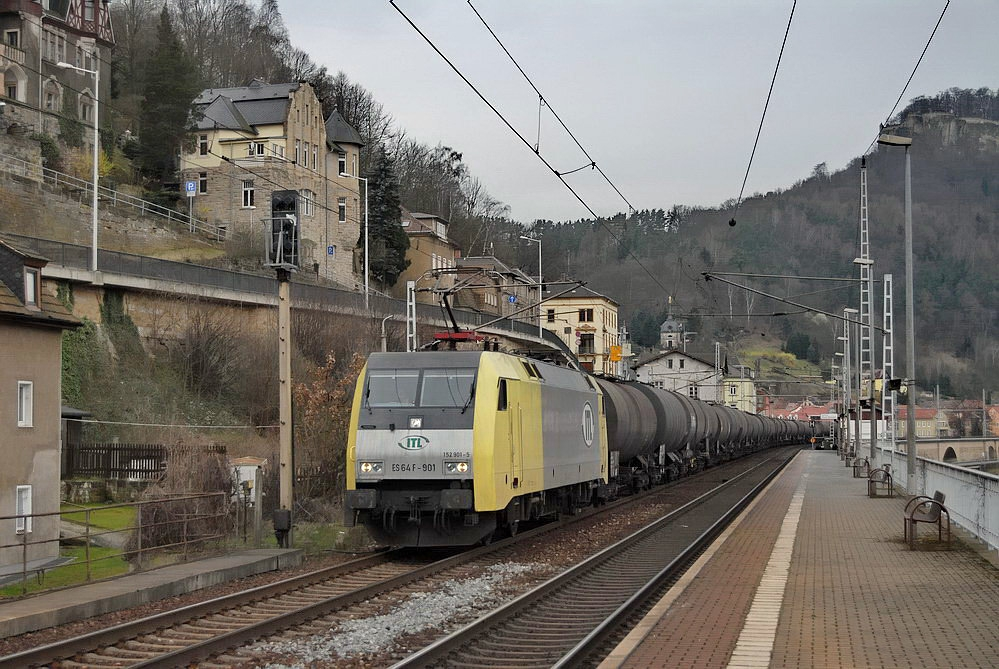
152 901 der ITL

Bis 2001 wurden 170 von den ursprünglich vorgesehenen 195 Lokomotiven an die DB ausgeliefert. Es war geplant, die Loks auch in Österreich einzusetzen. Die österreichischen Behörden verweigerten jedoch die Zulassung, weil man die auftretenden quasistatischen Radsatzkräfte als zu hoch bewertete. In Österreich wurde zum damaligen Zeitpunkt für Neuzulassungen bereits das UIC-Merkblatt 518 zugrunde gelegt, während die lauftechnische Zulassung der Lokomotive in Deutschland noch nach der DIN 5550 erfolgt war. Um dennoch moderne Maschinen für den Österreich-Verkehr zur Verfügung zu haben, wandelte die DB die Bestellung der letzten 25 Loks in eine Bestellung von Zweisystemlokomotiven der Baureihe 182 (baugleich mit ÖBB 1116) um, die in Österreich zugelassen ist.
Eine Option auf weitere 100 Maschinen wurde im August 1999 in eine Bestellung von Viersystemlokomotiven der Reihe 189 umgewandelt.
Zwei Loks wurden im Jahr 2000 an die Leasinggesellschaft Dispolok ausgeliefert, die sich zu diesem Zeitpunkt im Besitz von Siemens befand. Die Lokomotiven wurden 2005 an das Unternehmen ITL weiterverkauft. An den Lokomotiven sind die Bezeichnungen ES64F-901 / 152 901 bzw. 902 angebracht, die UIC-Nummern lauten dagegen 91 80 6152 196-2 D-ITL bzw. 197-0.
Am 19. Mai 2022 war die 152 128 beim Eisenbahnunfall von Dieburg beteiligt. Dabei wurde die Lokomotive vollständig vom Gleis gestoßen und so schwer beschädigt, dass sie am 10. Juni 2022 bei Bender in Opladen verschrottet wurde.
Im Oktober 2022 begann ein Markterkundungsverfahren zur ETCS-Ausrüstung von Lokomotiven der Baureihe 152 von DB Cargo.

## Konstruktion

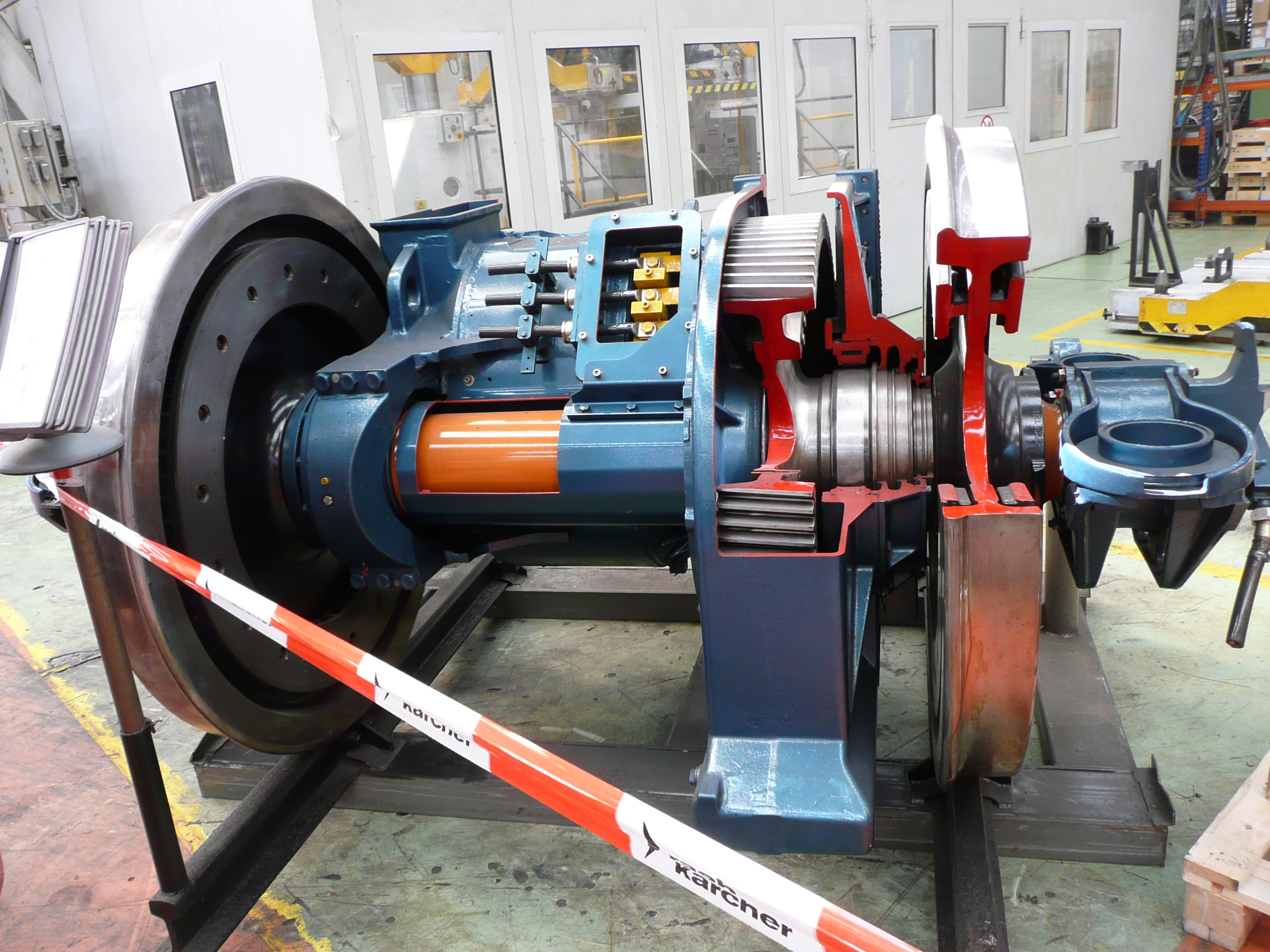
Schnittmodell des Antriebes der Reihe 152 im AW Dessau

Die Baureihe basiert auf dem von Siemens konstruierten Prototyp ES64P. Da jedoch klar war, dass die Maschinen ausschließlich im Güterverkehr eingesetzt werden sollten und eine Höchstgeschwindigkeit von 140 km/h als ausreichend angesehen wurde, konnte auf die Verwendung von voll abgefederten Fahrmotoren verzichtet und auf den wesentlich einfacheren und preisgünstigeren Tatzlagerantrieb zurückgegriffen werden. Dieser gilt durch die Verwendung moderner Drehstrommotoren bei niedrigen Geschwindigkeiten als relativ verschleißarm. Die Kraftübertragung zwischen Wagenkasten und Drehgestellen erfolgt in Maffei-Tradition über kräftig dimensionierte und tief herunterreichende Drehzapfen sowie Flexicoilfedern.
Ansonsten entstand eine moderne Maschine mit Drehstromasynchron-Fahrmotoren und doppelten innenbelüfteten Scheibenbremsen. Eine teilredundante Ausführung von hoch beanspruchten Teilen im Antriebsstrang trägt ganz wesentlich zur hohen Zuverlässigkeit und Verfügbarkeit der Baureihe bei.
Der Haupttransformator ist unterflur zwischen den Drehgestellen angeordnet. Jedes Drehgestell verfügt über eine autarke elektrische Ausrüstung, bestehend aus drei Eingangsgleichrichtern in rückspeisefähiger Vierquadranten-Bauweise, Gleichspannungszwischenkreis und zwei Wechselrichtern (einer je Motor). Dadurch wird erreicht, dass bei Ausfall einer Komponente des Antriebsstrangs nicht das gesamte Drehgestell ausfällt, sondern sich lediglich die verfügbare Zugkraft reduziert. Als Leistungshalbleiter kommen wassergekühlte GTO-Thyristoren zum Einsatz. Die Bremskraft der elektrodynamischen Nutzbremse beträgt 150 kN im Bereich zwischen 10 km/h und 140 km/h.

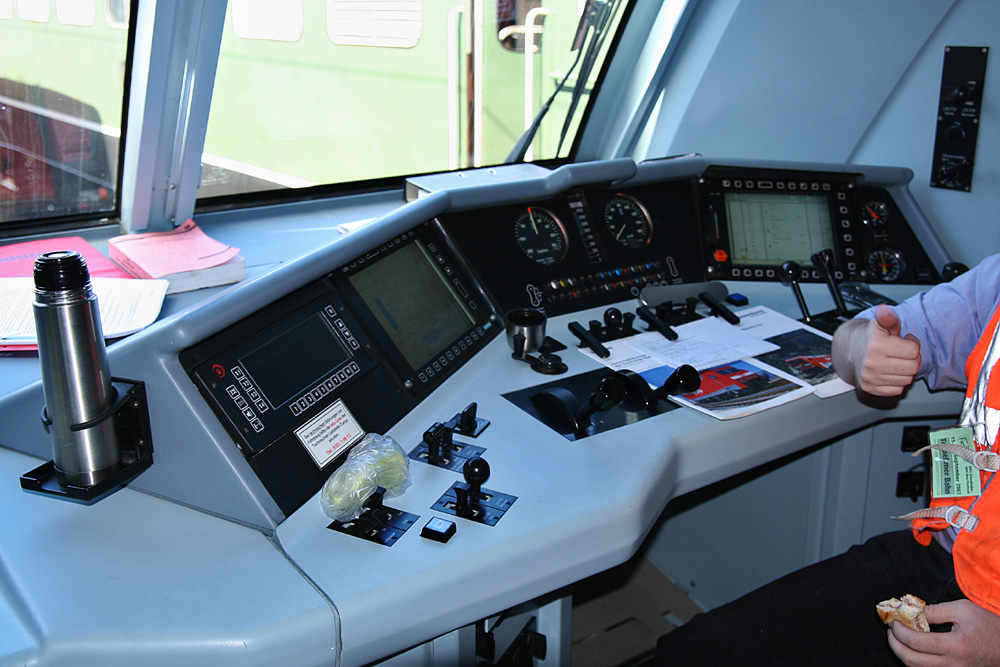
Führerstand einer Lokomotive der Reihe 152

Die Lokomotiven sind mit Zugsammelschiene für die Energieversorgung von Reisezügen sowie Wendezugsteuerung und Notbremsüberbrückung ausgerüstet, so dass sie auch im schweren Personenzugdienst eingesetzt werden können. Durch die Aufteilung der DB AG und Zuordnung der Loks zum Geschäftsbereich Güterverkehr der DB wurde davon seit Ende der 1990er Jahre kein Gebrauch mehr gemacht.
Der Maschinenraum wird von einem beide Führerstände verbindenden Mittelgang durchzogen. Beidseitig sind an den Außenwänden des Lokkastens die elektrische Ausrüstung, die Druckluft- und Bremsgeräte sowie die umfangreichen Kühleinrichtungen angeordnet. Alle Aggregate sind in Form von separaten, austauschbaren Modulen ausgeführt, die von oben in das Fahrzeug eingebracht werden. Dabei wurde auf möglichst kurze Verbindungen, insbesondere bei den Hauptstromleitungen, geachtet. Die Steuerleitungen und die Verrohrung sind in Kanälen unter dem Mittelgang verlegt. Die Steuerungs- und Überwachungsgeräte sind an den beiden Enden des Maschinenraums konzentriert.
Die Führerstandsräume sind klimatisiert, wärme- und schallisoliert und verfügen über ein recht großzügiges Raumangebot. Annehmlichkeiten für den Triebfahrzeugführer sind darüber hinaus ein luftgefederter Sitz und ein Thermofach. Die Lokomotiven sind mit Einheitsführerständen ausgerüstet.
Eine Sonderstellung innerhalb dieser Baureihe nimmt die 152 190 ein, die aus der 152 032 entstand und versuchsweise mit IGBT-Leistungshalbleitern ausgerüstet wurde.

## Einsatz

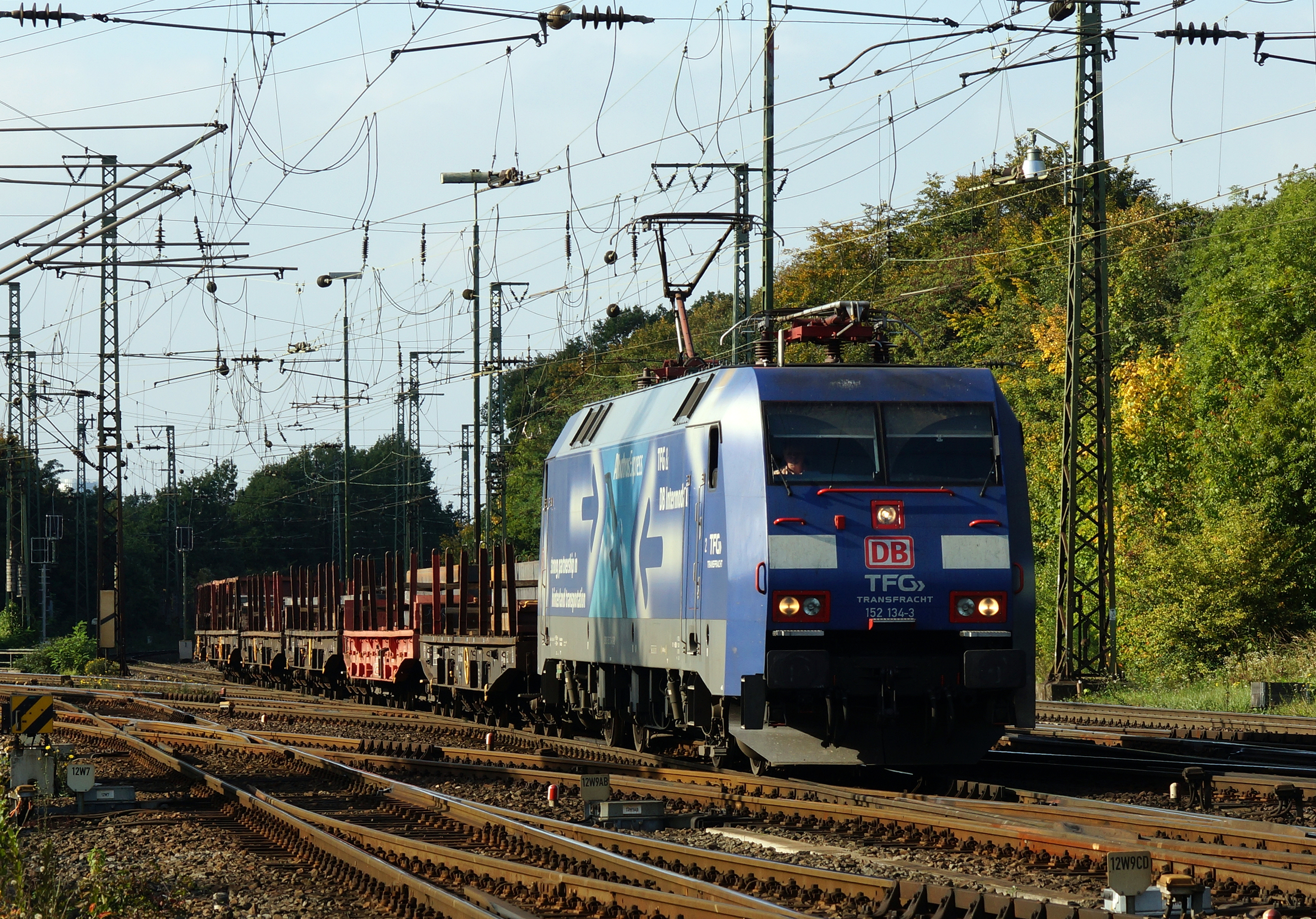
152 134 in AlbatrosExpress-Lackierung

Die an die DB ausgelieferten Loks sind dem Geschäftsbereich DB Cargo zugeteilt und komplett in Nürnberg Rbf stationiert. Die Loks werden bundesweit im Güterzugdienst eingesetzt.